# 2-Hydroxybuttersäure
2-Hydroxybuttersäure, systematisch 2-Hydroxybutansäure, ist eine chemische Verbindung aus der Gruppe der Hydroxycarbonsäuren. Ihre Salze werden als 2-Hydroxybutyrate bezeichnet.

## Isomere
2-Hydroxybuttersäure enthält ein Stereozentrum, ist also chiral und kommt in zwei enantiomeren Formen, (R)-2-Hydroxybuttersäure und (S)-2-Hydroxybuttersäure, vor. Racemische 2-Hydroxybuttersäure [Synonym: (RS)-2-Hydroxybuttersäure] ist ein 1:1-Gemisch aus dem (R)- und dem (S)-Enantiomer.
| Isomere von 2-Hydroxybuttersäure |                                                 |                                                 |
| Name                             | (S)-2-Hydroxybuttersäure                        | (R)-2-Hydroxybuttersäure                        |
| Andere Namen                     | (+)-2-Hydroxybuttersäure L-2-Hydroxybuttersäure | (−)-2-Hydroxybuttersäure D-2-Hydroxybuttersäure |
| Strukturformel                   | Keilstrichformel von (S)-2-Hydroxybuttersäure   | Keilstrichformel von (R)-2-Hydroxybuttersäure   |
| CAS-Nummer                       | 3347-90-8                                       | 20016-85-7                                      |
| CAS-Nummer                       | 600-15-7 (unspez.)                              |                                                 |
| EG-Nummer                        | 628-477-6                                       | 627-239-9                                       |
| EG-Nummer                        | 209-985-3 (unspez.)                             |                                                 |
| ECHA-Infocard                    | 100.156.743                                     | 100.155.619                                     |
| ECHA-Infocard                    | 100.009.079 (unspez.)                           |                                                 |
| PubChem                          | 440864                                          | 449265                                          |
| PubChem                          | 11266 (unspez.)                                 |                                                 |
| Wikidata                         | Q27887417                                       | Q27122144                                       |
| Wikidata                         | Q3288610 (unspez.)                              |                                                 |

## Darstellung
2-Hydroxybuttersäure kann aus 2-Brombutansäure und Silber(I)-oxid hergestellt werden.
Eine weitere Synthese geht von Propanal aus, das mit Cyanwasserstoff in das entsprechende Cyanhydrin umgewandelt wird. Die Hydrolyse der Nitrilgruppe führt unter Abspaltung von Ammoniak zur 2-Hydroxybenzoesäure.
Auch das Erhitzen von Ethyltartronsäure auf 180 °C liefert unter Decarboxylierung 2-Hydroxybutansäure.